# Autostrada A77 (Franța)
Autostrada A77 este o autostradă franceză care începe la Poligny, în departamentul Seine-et-Marne, la nodul rutier parțial cu autostrada A6, și se termină la Sermoise-sur-Loire, în departamentul Nièvre, unde este continuată de Drumul național 7.
Supranumită „Autoroute de l’Arbre”, aceasta beneficiază de o amenajare peisagistică deosebit de îngrijită. Fiecare zonă de odihnă poartă numele unei specii de arbori. Integrarea peisagistică a fost atent studiată, iar zooductele permit trecerea animalelor (sălbatice sau domestice) de pe o parte pe cealaltă a drumului (precum în pădurea Orléans), reducând astfel impactul de fragmentare cauzat de infrastructură.
Ieșirile sunt numerotate începând de la „17” (și nu de la „1”), pentru a păstra continuitatea cu numerotarea ieșirilor de pe autostrada A6 de la Paris (periferic). Kilometrul zero al acestei autostrăzi se află la aproximativ 80 km de bulevardul periferic al Parisului.
Autostrada este administrată de compania Autoroutes Paris-Rhin-Rhône și de Direcția Interdepartamentală a Drumurilor Centru-Est. Este o autostradă cu 2 × 2 benzi, având aproximativ 160 km lungime, cu taxe între A6 și ieșirea 18, între ieșirea 21 și ieșirea 22 (Cosne-Cours-sur-Loire), iar apoi fără taxe de la ieșirea 22 până la ieșirea 37 (Nevers).

## Istoric
- 1996: A77 preia fostul tronson de legătură rutieră A6 ↔ RN 7 între Poligny și Dordives. Bariera de taxare Val de Loing a fost reconstruită și extinsă cu această ocazie. Această secțiune a avut alte denumiri: G61 în 1971, A702 în 1982 sau A67 în 1990.
- 1999-2004: Punerea în funcțiune progresivă a secțiunii dintre Cosne-Cours-sur-Loire și Nevers-Sud.
- 1999: Punerea în funcțiune a secțiunii Dordives – Briare, de 68 km.
- 2000: Punerea în funcțiune a secțiunii Briare – Cosne-Cours-sur-Loire, de 33 km.
- 2004: Finalizarea punerii în funcțiune a secțiunii Cosne-Cours-sur-Loire – Nevers.
- 2009: Punerea în funcțiune a nodului rutier A19/A77, la 16 iunie.
- 2012: Integrarea tronsonului Pouilly-sur-Loire - Pougues-les-Eaux al drumului N7.

## Locuri remarcabile
- Arboretumul Național des Barres (ieșirile nr. 18.1 și 19).
- Grădina Arborilor (accesibilă prin zona de odihnă Grădina Arborilor).
- Castelul La Bussière (ieșirea nr. 19).
- Canalul Briare și Podul-canal Briare (ieșirea nr. 20).
- Șantierul medieval de la Guédelon (ieșirile nr. 21 și 22).
- Castelul La Rocherie (ieșirea nr. 33).
- Apremont-sur-Allier (ieșirea nr. 37).
- Circuitul Nevers-Magny-Cours (ieșirea nr. 38).
- Arboretum de Balaine din Villeneuve-sur-Allier.
- Castelul Avrilly din Trévol.

## Traseu
| De la A6 până la bariera de taxare Val-de-Loing; secțiune cu taxare în sistem închis, concesionată companiei APRR.                               | |               |
| A6 | |               |
| Intersecție | Nod rutier între A6 și A77 (nod rutier parțial).                                                                                          | A6 E15        |
| A77 | |               |
| | Punctul de taxare Val de Loing. |               |
| De la bariera de taxare Val-de-Loing până la ieșirea 19; secțiune cu taxare în sistem deschis, concesionată companiei APRR.                      | |               |
| 17 - Dordives | Orașe deservite: Montargis, Souppes-sur-Loing, Dordives.                                                                                  | RD2007        |
| | Trecerea din departamentul Seine-et-Marne în departamentul Loiret. Trecerea din regiunea Île-de-France în regiunea Centre-Val de Loire.   |               |
| | Zone de odihnă: Le Hêtre Pourpre (sens Paris → Moulins) ; Le Sophora (sens Moulins → Paris).                                              |               |
| Intersecție | Nod rutier între A19 și A77: Orléans; Troyes, Sens, Montargis.                                                                            | A19 E60       |
| 18 - Montargis | Orașe deservite: Montargis-centru, Sully-sur-Loire, Châteauneuf-sur-Loire.                                                                | RD2060        |
| | Zone de odihnă: Le Cèdre (sens Paris-Moulins) ; Le Liquidambar (sens Moulins-Paris).                                                      |               |
| 18.1 - Varennes-Changy | Orașe deservite: Nogent-sur-Vernisson, Varennes-Changy (nod rutier parțial).                                                              | RD41          |
| | Zonă de servicii: Le Jardin des Arbres (în ambele sensuri).                                                                               |               |
| 19 - Varennes-Changy | Orașe deservite: Bourges, Vierzon, Gien, Nogent-sur-Vernisson.                                                                            | RD940         |
| De la ieșirea 19 până la ieșirea 21; secțiune fără taxare, concesionată companiei APRR.                                                          | |               |
| | Zone de odihnă: Le Gingko (sens Paris-Moulins) ; Le Tulipier (sens Moulins → Paris).                                                      |               |
| 20 - Briare | Orașe deservite: Orléans, Gien, Châtillon-sur-Loire, Briare.                                                                              | RD2007        |
| 21 - Saint-Fargeau | Orașe deservite: Auxerre, Saint-Fargeau, Beaulieu-sur-Loire, Bonny-sur-Loire.                                                             | RD965         |
| | Trecerea din departamentul Loiret în departamentul Nièvre. Trecerea din regiunea Centre-Val de Loire în regiunea Bourgogne-Franche-Comté. |               |
| De la ieșirea 21 până la ieșirea 22; secțiune cu taxare în sistem deschis, concesionată companiei APRR.                                          | |               |
| | Zone de odihnă: Le Caule (sens Paris → Moulins) ; Le Séquoïa (sens Moulins → Paris).                                                      |               |
| | Punctul de taxare Myennes. |               |
| 22 - Cosne-nord | Orașe deservite: Paris, Saint-Amand-en-Puisaye, Cosne-Cours-sur-Loire.                                                                    | RD907         |
| De la ieșirea 22 până la ieșirea 22.1; secțiune fără taxare, concesionată companiei APRR.                                                        | |               |
| 22.1 - Cosne-Saint-Père | Orașe deservite: Alligny-Cosne, Cosne-Cours-sur-Loire (nod rutier parțial).                                                               |               |
| De la ieșirea 22.1 până la ieșirea 37; secțiune fără taxare, neconcesionată, gestionată de Direcția Interdepartamentală a Drumurilor Centru-Est. | |               |
| 23 - Cosne-Z.I. | Oraș deservit: Cosne-Cours-sur-Loire. |               |
| 24 - Sancerre | Orașe deservite: Sancerre, Suilly-la-Tour, Tracy-sur-Loire.                                                                               |               |
| | Zonă de servicii: Les Vignobles (în ambele sensuri).                                                                                      |               |
| 25 - Pouilly-sur-Loire-Nord | Orașe deservite: Pouilly-sur-Loire, Saint-Andelain.                                                                                       |               |
| | Zonă de odihnă: Pouilly-sur-Loire (sens Paris → Moulins).                                                                                 |               |
| 26 - Pouilly-sur-Loire-Sud | Orașe deservite: Suilly-la-Tour, Pouilly-sur-Loire, Narcy.                                                                                |               |
| | Zonă de odihnă: Pouilly-sur-Loire (sens Moulins → Paris).                                                                                 |               |
| 27 - Mesves-sur-Loire | Oraș deservit: Mesves-sur-Loire. |               |
| 28 - La Charité-sur-Loire-Nord | Orașe deservite: Bourges, Beffes, Sancergues, La Charité-sur-Loire.                                                                       |               |
| | Zonă de odihnă: La Charité-sur-Loire (sens Paris → Moulins).                                                                              |               |
| 29 - La Charité-sur-Loire-Z.I. | Orașe deservite: Auxerre, Donzy, Prémery, La Charité-sur-Loire.                                                                           | RN151         |
| | Zonă de odihnă: La Marche (sens Moulins → Paris).                                                                                         |               |
| 30 - La Marche | Orașe deservite: La Charité-sur-Loire, Tronsanges, La Marche.                                                                             |               |
| 31 - Pougues-les-Eaux-Nord | Orașe deservite: Pougues-les-Eaux, Chaulgnes, Tronsanges.                                                                                 | Village étape |
| | Zonă de odihnă: Pougues-les-Eaux (în ambele sensuri).                                                                                     |               |
| 32 - Pougues-les-Eaux-Sud | Orașe deservite: Garchizy, Fourchambault, Pougues-les-Eaux, Varennes-Vauzelles.                                                           | RD907         |
| | Limitare la 110 km/h (sens Moulins-Paris).                                                                                                |               |
| 33 - Nevers-Nord | Orașe deservite: Nevers, Varennes-Vauzelles.                                                                                              | RD907         |
| 34 - Nevers-centre | Orașe deservite: Auxerre, Clamecy, Guérigny, Nevers, Coulanges-lès-Nevers.                                                                |               |
| 36 - Nevers-Saint-Éloi | Orașe deservite: Autun, Château-Chinon, Decize, Imphy, Nevers.                                                                            | RD981         |
| 37 - Nevers-sud | Orașe deservite: Bourges, Nevers, La Guerche-sur-l'Aubois, Challuy, Sermoise-sur-Loire.                                                   | RD907         |
| A77 | |               |
| RN7 | |               |